# 2013 LX28
2013 LX28, est un astéroïde, classé comme objet géocroiseur du groupe Apollo. Il s'agit d'un quasi-satellite temporaire de la Terre, le troisième jamais découvert,. 

## Découverte, orbite et propriétés physiques
2013 LX28 est découvert le 12 juin 2013. En septembre 2014, il a déjà été observé 26 fois sur une période 349 jours.
Il s'agit d'un astéroïde Apollon avec un demi-grand axe de 1.0016 unité astronomique, très proche de celui de la Terre. Cependant, comparativement, il possède de très fortes excentricité orbitale (0.4521) et inclinaison orbitale (49.9761°). 
Avec une magnitude absolue de 21,7, son diamètre est estimé dans l'intervalle de 130 à 300 mètres (albedo de 0,04 à 0,20). 

## État dynamique quasi-satellite et évolution orbitale
2013 LX28 est identifié comme un quasi-satellite de la Terre possédant une orbite rétrograde,.